# Zbarjivka, Pohrebîșce
Zbarjivka (în ucraineană Збаржівка) este localitatea de reședință a comunei Zbarjivka din raionul Pohrebîșce, regiunea Vinnița, Ucraina.

## Demografie
Componența lingvistică a localității Zbarjivka
     Ucraineană (99,34%)
     Alte limbi (0,66%)
Conform recensământului din 2001, majoritatea populației localității Zbarjivka era vorbitoare de ucraineană (99,34%), existând în minoritate și vorbitori de alte limbi.